# (73936) Takeyamamoto
(73936) Takeyamamoto est un astéroïde de la ceinture principale.

## Description
(73936) Takeyamamoto est un astéroïde de la ceinture principale. Il fut découvert le 24 septembre 1997 à Moriyama par Yasukazu Ikari. Il présente une orbite caractérisée par un demi-grand axe de 3,18 UA, une excentricité de 0,20 et une inclinaison de 9,6° par rapport à l'écliptique.

## Compléments